# Paradoxornis webbianus
Paradoxornis webbianus é uma espécie de ave da família Timaliidae.
Pode ser encontrada nos seguintes países: China, Japão, Coreia, Mongolia, Rússia, Taiwan e Vietname.
Os seus habitats naturais são: regiões subtropicais ou tropicais húmidas de alta altitude.

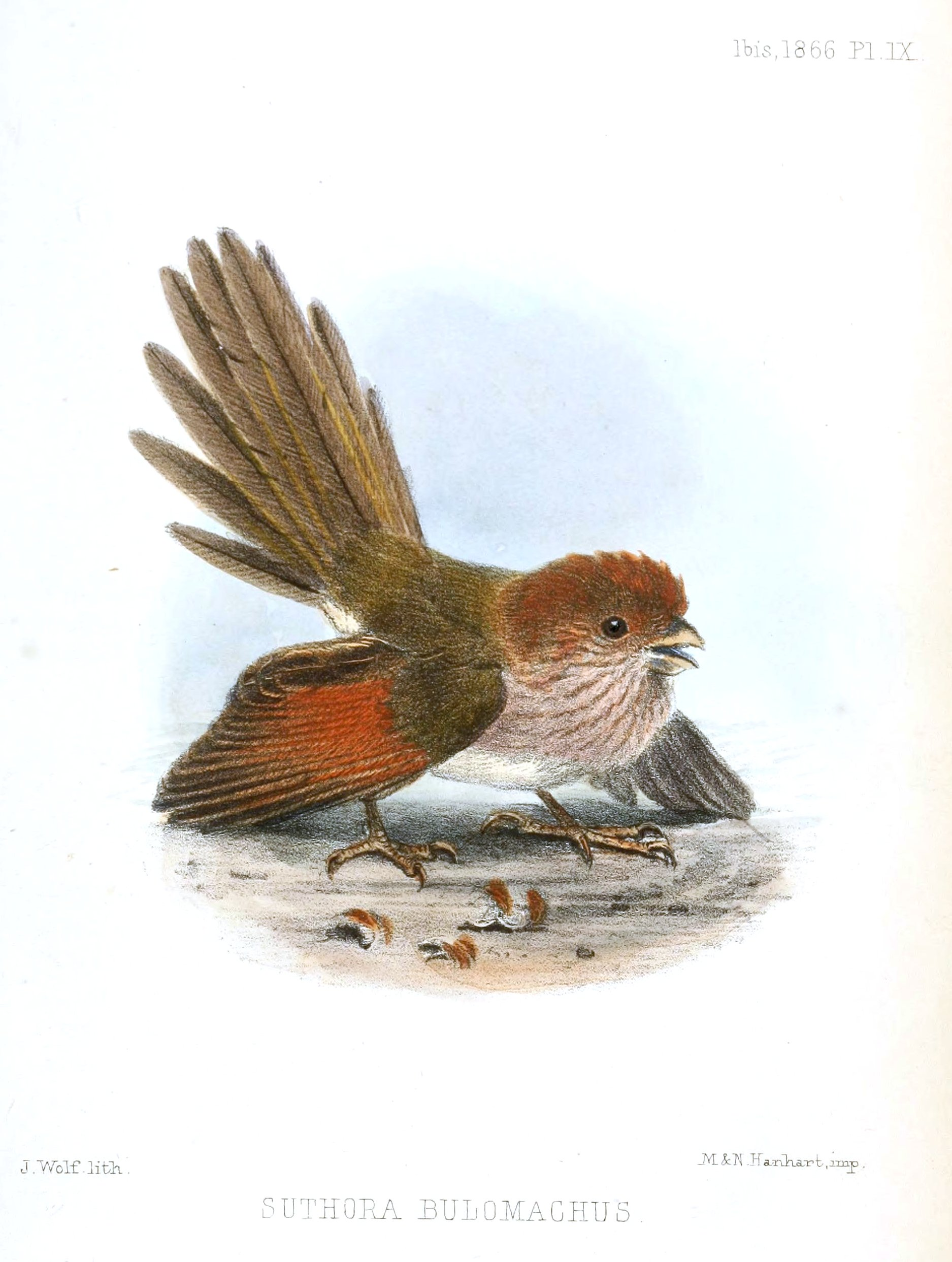